# Shintaro Shimada
Shintaro Shimada (嶋田 慎太郎 Shimada Shintaro?), född 5 december 1995 i Kumamoto prefektur, är en japansk fotbollsspelare.
Shimada började sin karriär 2014 i Roasso Kumamoto. Han spelade 113 ligamatcher för klubben. 2018 flyttade han till Omiya Ardija. 2019 blev han utlånad till Oita Trinita. Han gick tillbaka till Omiya Ardija 2020.